# Троїцьке (Славгородська селищна громада)
Тро́їцьке — село в Україні, у Славгородській селищній територіальній громаді Синельниківського району Дніпропетровської області. Населення за переписом 2001 року становить 110 осіб. 

## Географія
Село Троїцьке знаходиться на правому березі річки Нижня Терса, вище за течією примикає село Бурханівка, нижче за течією на відстані в 1 км розташоване село Гірки. По селу протікає пересихаючий струмок з загатою.

## Історія
7 (20) листопада 1917 року, відповідно до Третього Універсалу Української Центральної Ради, увійшло до складу Української Народної Республіки.
До 2017 року орган місцевого самоврядування - Гірківська сільська рада.
12 червня 2020 року, відповідно до розпорядження Кабінету Міністрів України № 709-р від «Про визначення адміністративних центрів та затвердження територій територіальних громад Дніпропетровської області», увійшло до складу Славгородської селищної громади.
19 липня 2020 року, в результаті адміністративно-територіальної реформи та ліквідації   Синельниківського (1923—2020) району, село увійшло до складу новоутвореного Синельниківського району.